# Terrence Malick

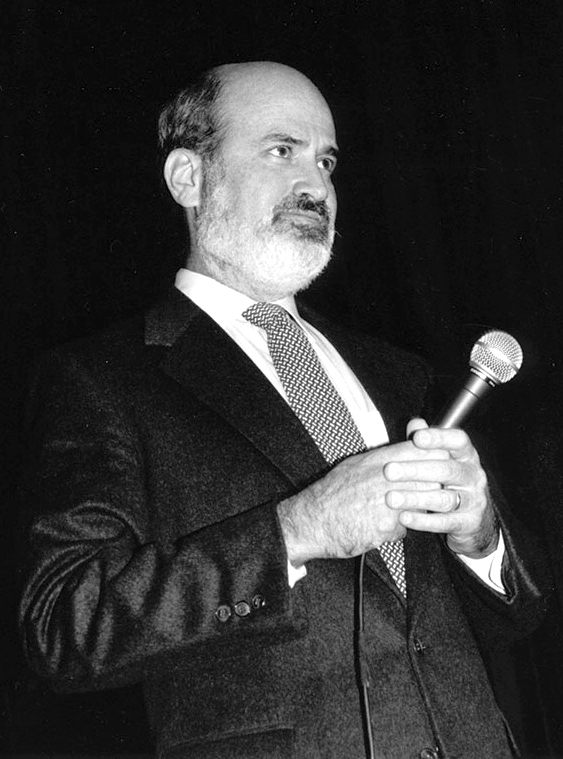
Terrence Malick (1993)

Terrence Frederick Malick (* 30. November 1943 in Ottawa, Illinois) ist ein US-amerikanischer Drehbuchautor, Regisseur und Filmproduzent. In den 1970er-Jahren verschaffte er sich durch die Filme Badlands – Zerschossene Träume und In der Glut des Südens erste Anerkennung. Mit Der schmale Grat kehrte er 1998 nach 20 Jahren erfolgreich ins Filmgeschäft zurück. Sein Film The Tree of Life (2011) wurde mit der Goldenen Palme der 64. Filmfestspiele von Cannes ausgezeichnet. 
Malicks Filme sind dafür bekannt, Themen wie individuelle Transzendenz, Natur und Konflikte zwischen Vernunft und Instinkt zu erforschen. Sie zeichnen sich typischerweise durch breite philosophische und spirituelle Obertöne sowie den Gebrauch von meditativen Voice-Overs aus einzelnen Charakteren aus. Die stilistischen Elemente der Arbeit des Regisseurs haben geteilte Meinungen unter Filmwissenschaftlern und Publikum angeregt. Seine Filme wurden oft für ihre Kinematografie, Ästhetik und philosophischen Ansprüche gelobt, aber auch teils als wenig charakteristisch und schwach hinsichtlich Handlung und Figuren kritisiert. Seine ersten fünf Filme haben dennoch in rückblickenden Umfragen zur Filmgeschichte einen hohen Rang erreicht.

## Leben

### Anfänge und DebütfilmBadlands
Als Sohn eines leitenden Angestellten eines Ölkonzernes wuchs er in Oklahoma in ländlichem Milieu auf, bis er einen Studienplatz für Philosophie an der Harvard University erhielt. Nach dem Abschluss erhielt er ein Rhodes-Stipendium für die Universität Oxford, wo er seine Doktorarbeit über Martin Heidegger und Ludwig Wittgenstein begann. Diese brach er aber wegen Meinungsverschiedenheiten mit seinem Dissertationsbetreuer Gilbert Ryle ab und kehrte in die Vereinigten Staaten zurück, wo er in New York City zeitweise als freiberuflicher Journalist arbeitete. Zur selben Zeit erhielt er auch eine Anstellung am Massachusetts Institute of Technology, wo er einen Filmkurs belegte. Hier wurde sein Interesse am Filmemachen geweckt und er wechselte 1969 an das neu gegründete Center for Advanced Film Studies des American Film Institute in Los Angeles.
Sein Filmstudium finanzierte er mit der Überarbeitung bestehender Drehbücher unter anderem von Deadhead Miles, Drive, He Said, Pocket Money und Dirty Harry, bei letzterem wurde aber keine seiner Änderungen im endgültigen Drehbuch berücksichtigt. Im Jahr 1969 erschien Malicks englische Übersetzung von Heideggers Schrift  Das Wesen des Grundes. Noch im gleichen Jahr entstand sein 17-minütiges Erstlingswerk Lanton Mills, eine ungewöhnlich komödiantische Demontage des klassischen Western-Genres. Dies mag einer der Gründe dafür sein, dass der Film nie veröffentlicht wurde. Die Besetzung bestand aus den erfahrenen Darstellern Warren Oates und Harry Dean Stanton.
Im Jahr 1972 schrieb er zusammen mit John Gay das Drehbuch für den modernen Western Zwei Haudegen auf Achse mit Paul Newman und Lee Marvin in den Hauptrollen.
Im selben Jahr begann er auch mit den Arbeiten an seinem Debütfilm Badlands – Zerschossene Träume, bei dem er sowohl das Drehbuch schrieb als auch Regie führte. Um dem möglicherweise störenden Einfluss eines Filmstudios zu entgehen, sammelte er das Filmbudget von verschiedenen kleineren Investoren zusammen und gründete für den Film mit der Badlands Company eine eigene Produktionsgesellschaft. Obwohl er durch den Verzicht auf die finanzielle Unterstützung eines Studios nur über ein begrenztes Budget von etwa 500.000 US-Dollar verfügte, konnte er für die männliche Hauptrolle den aufstrebenden Schauspieler Martin Sheen und für die weibliche Hauptrolle Sissy Spacek gewinnen.
Der Film wurde 1973 fertiggestellt und im Oktober desselben Jahres veröffentlicht; er wurde von den Kritikern als bester Debütfilm eines amerikanischen Regisseurs seit Orson Welles’ Citizen Kane gefeiert. Badlands erzählt mit einem von Arthur Penns Bonnie und Clyde und Sam Peckinpahs Getaway inspirierten Drehbuch die Geschichte von Charles Starkweather und Caril Ann Fugate, die 1958 in Nebraska und Wyoming eine Serie von brutalen Morden begingen. Kritiker lobten die einfallsreiche Kameraarbeit eines weiteren Debütanten, nämlich des Kameramanns Tak Fujimoto, die das menschenleere Land der Badlands den Gewalttaten der Hauptfiguren gegenüberstellt. Der Film hatte einen großen Einfluss auf spätere Regisseure und Drehbuchautoren wie Tony Scott, Oliver Stone und Quentin Tarantino. Oliver Stone drehte mit Natural Born Killers eine Hommage an Badlands; von Quentin Tarantino stammte das Originaldrehbuch.
Malick schrieb im folgenden Jahr das Drehbuch für den Gangsterfilm Gravy Train mit Stacy Keach und Frederic Forrest in den Hauptrollen, zog sich aber in den folgenden vier Jahren vom Filmemachen zurück.

### In der Glut des Südensund Rückzug aus dem Filmgeschäft
Erst 1978 kehrte er mit In der Glut des Südens, in dem es ebenfalls um Gesetzesbrecher auf der Flucht geht, auf die Kinoleinwand zurück. Bekannte Schauspieler waren Richard Gere, Brooke Adams und Linda Manz. Mit Néstor Almendros an der Kamera führte er ein visuelles Experiment durch: Die Außenszenen wurden in der sogenannten Magic Hour gedreht, der kurzen Zeitspanne des Sonnenauf- bzw. -untergangs, die den Himmel in einen rötlichen Farbton, auch Golden Light genannt, taucht. Um diesen Effekt nicht zu stören, wurde auf künstliches Licht beim Ausleuchten der Szenen verzichtet. Diese Vorgehensweise hatte aber auch den Nachteil, dass die Dreharbeiten sehr langwierig wurden, da die Zeit, die zum Filmen genutzt werden konnte, nur etwa 30 Minuten pro Tag betrug.
Der aufwendigen Kameraarbeit setzte Malick eine verhältnismäßig einfache Dreiecksliebesgeschichte entgegen, die Anfang des 20. Jahrhunderts in Texas spielt: Die beiden Farmarbeiter Bill (Richard Gere) und Abby (Brooke Adams) flüchten vor der Polizei nach Texas, wo sie Arbeit bei einem reichen Farmer (Sam Shepard) finden. Als sich der todkranke Farmer in Abby verliebt, beschließen die beiden, dies auszunutzen, um an sein Vermögen zu kommen.
Malick hatte für diese Geschichte ein ausgefeiltes Drehbuch erarbeitet, das er allerdings nach einiger Zeit verwarf und stattdessen die Schauspieler ihre Dialoge improvisieren ließ. 
Mit In der Glut des Südens verarbeitete Malick Eindrücke seiner Jugend als Hilfsarbeiter auf einer Farm in Texas. Das Ergebnis war ein besonders visuell eindrucksvoller Film. In der Dokumentation Visions of Light hob der Regisseur Martin Scorsese diesen Film mit der Aussage hervor, man könne jedes Einzelbild dieses Films vergrößern und als Gemälde in einem Museum ausstellen.
Die Oscar-Juroren waren von der Kameraarbeit ähnlich beeindruckt und verliehen Néstor Almendros den ersten und einzigen Oscar seiner Karriere. Malick wurde 1979 als bester Regisseur bei den Internationalen Filmfestspielen von Cannes ausgezeichnet.
Danach zog Malick sich wieder zurück. Als Grund hierfür vermutete John Travolta seine Enttäuschung über die Einmischung der Produktionsfirma Paramount Pictures in die Besetzung und den Schnitt des Films.
Er bekam ca. eine Million Dollar als Vorschuss für seinen nächsten Film über den Ersten Weltkrieg, dieser wurde aber nicht fertiggestellt. Er zog nach Paris, wo er zurückgezogen lebte und Kontakt mit Journalisten und Produzenten vermied. Zeitweise wurde vermutet, er filme in Mexiko mit einem Team die dortigen Sonnenaufgänge. Dies verstärkte die Legendenbildung um seine Person und seine Filme. Bis Mitte der 1990er Jahre existierte in der Öffentlichkeit kein aktuelles Foto von ihm.
Malick erhebt die Natur in all seinen Filmen zu einem Protagonisten, der im stetigen Wechselspiel mit den Figuren ihre emotionale Befindlichkeit zu spiegeln vermag und der zurückgenommenen äußerlichen Filmhandlung eine poetische Tiefe verleiht.
Den Gegensatz zwischen schöpferischer Natur und destruktiver Kultur, die Zerstörung des Paradieses durch Gewalt und Profitgier, dramatisiert Malick nach einer 20-jährigen Schaffenspause in seiner philosophischen Reflexion über den alle Werte erschütternden Krieg: Der schmale Grat (The Thin Red Line, 1998).

### Comeback mitDer schmale GratundThe New World
Somit dauerte es 20 Jahre, bis er sich wieder dem Filmemachen widmete. Bereits 1995 kursierten Gerüchte über eine Rückkehr von Malick, aber als 1996 sein ehemaliger Agent und jetziger Geschäftsführer Mike Medavoy von Phoenix Pictures Probeaufnahmen für Malicks nächsten Film ankündigte, sorgte dies in Hollywood für Aufsehen. Filmstars wie Kevin Costner, Brad Pitt, Johnny Depp und Ethan Hawke bewarben sich um eine Rolle in diesem Film, und so musste Malick diesmal keine Kompromisse bei der Besetzung eingehen. Die Hauptrollen besetzte er mit etablierten Schauspielern wie Sean Penn, Nick Nolte, Adrien Brody und James Caviezel und einige weitere tauchten in Cameos auf.
Am 23. Juni 1997 begann Malick in Australien mit den Dreharbeiten zu Der schmale Grat, einem Kriegsfilm über die Schlacht um Guadalcanal während des Pazifikkrieges. Entgegen der üblichen Praxis beim Filmemachen sollte der Komponist Hans Zimmer die Filmmusik anhand des Drehbuchs schreiben und nicht wie sonst üblich anhand der Rohfassung des Films.
Das von Malick verfasste Drehbuch basiert dabei auf dem autobiographischen Roman von James Jones, der bereits 1964 von Andrew Marton mit Keir Dullea und Jack Warden verfilmt worden war. In den sechsmonatigen Dreharbeiten entstanden unter Malicks Regie etwa fünfhundert Stunden an Filmmaterial. Ursache für die außergewöhnlich lange Dauer der Dreharbeiten war Malicks erneuter Versuch, bei natürlichem Licht zu drehen, auch wenn es hier nicht die Ausmaße von In der Glut des Südens annahm. Laut einem Interview mit James Caviezel soll Malick diese Vorgehensweise den Produzenten verschwiegen haben, um diese nicht abzuschrecken.
Auf den Internationalen Filmfestspielen von Berlin wurde ihm im folgenden Jahr für Der schmale Grat der Goldene Bär verliehen. Bei der Oscar-Verleihung konkurrierte der Film u. a. mit Steven Spielbergs Kriegsdrama Der Soldat James Ryan und dem romantischen Historiendrama Shakespeare in Love. Malicks Film ging trotz sieben Nominierungen leer aus.
Wider Erwarten zog sich Malick diesmal nicht vom Filmemachen zurück. Er produzierte 1999 den Dokumentarfilm Endurance über die Karriere des äthiopischen Langstrecken-Läufers Haile Gebrselassie von dessen Kindheit in Äthiopien bis zum Gewinn der Goldmedaille bei den Olympischen Sommerspielen 1996 in Atlanta.
Malick konzentrierte sich nun auf seine Arbeit als Filmproduzent. Dafür gründete er 1999 mit Edward R. Pressman die Produktionsgesellschaft Columbine Productions, die im selben Jahr mit Sony einen Vertrag über die Entwicklung von drei Filmen bis zum Jahr 2002 abschloss. Daneben war er auch bei dem italienisch-russischen Spielfilm Der Kuss des Bären an der Entwicklung des Drehbuchs beteiligt.
Da er öffentliche Auftritte meidet, war es eine große Überraschung, als er 2004 auf der Berlinale unangemeldet zu einer Aufführung von In der Glut des Südens erschien.
Mit seinem Film The New World (2005) kehrte Malick in die Geburtsstunde der amerikanischen Geschichte zurück: die Störung des Gleichgewichts zwischen Mensch und Natur durch den Einbruch der destruktiven englischen Kolonialisten in die elysische Lebenswelt der Indianer.
Im Jahr 2006 kam die Liebesgeschichte The New World zwischen dem britischen Entdecker John Smith (Colin Farrell) und der Indianerprinzessin Pocahontas (Q’orianka Kilcher) in die Kinos, zu der er auch das Drehbuch schrieb. Zuvor war er als Regisseur des Biopics Che über Che Guevara, mit Benicio Del Toro in der Titelrolle, vorgesehen. Er verließ dieses Projekt aber vorzeitig. Die Regie übernahm danach Steven Soderbergh.

### Tree of Lifeund nachfolgende Projekte
Im Jahr 2008 drehte Malick The Tree of Life, zu dem er auch das Drehbuch schrieb. Der Film wurde, nachdem er ursprünglich 2009 avisiert worden war, 2011 im Wettbewerb der 64. Internationalen Filmfestspiele von Cannes uraufgeführt und mit dem Hauptpreis des Filmfestivals, der Goldenen Palme, ausgezeichnet. Der „bildgewaltige[n] Hymnus auf das Leben und die Entstehung allen Seins“ stellt einen elfjährigen Jungen (gespielt von Hunter McCracken, im Erwachsenenalter von Sean Penn verkörpert) in den Mittelpunkt, der in den 1950er Jahren in Texas aufwächst. Während die Mutter (Jessica Chastain) ihn lehrt, die Welt mit seinem Herzen zu sehen, legt sein Vater (Brad Pitt) Wert darauf, immer zuerst an sich zu denken, um den Sohn auf die harte Realität vorzubereiten. Der Film wurde 2012 für drei Oscars nominiert, darunter in den Kategorien Film und Regie. 
Im selben Jahr erhielt er für seinen nachfolgenden Spielfilm To the Wonder mit Ben Affleck, Olga Kurylenko, Rachel McAdams und Javier Bardem in den Hauptrollen seine erste Einladung in den Wettbewerb der Filmfestspiele von Venedig. Auch bei seinen beiden nachfolgenden Filmdramen Knight of Cups (2015) und Song to Song (2017), die beide im Milieu des Showgeschäftes angesiedelt sind, vertraute Malick auf eine prominente Hollywood-Besetzung. Diese drei auf The Tree of Life folgenden Spielfilme erhielten allerdings im Gegensatz zu Malicks ersten fünf Spielfilmen nur eine durchwachsene Rezeption. Malicks erster Dokumentarfilm Voyage of Time wurde im September 2016 uraufgeführt. Der Film entstand in zwei Fassungen, einer 45-minütigen IMAX-Version mit Brad Pitt als Sprecher und einer längeren, von Cate Blanchett gesprochenen Kinofassung.
Das 2019 erschienene Drama Ein verborgenes Leben, in dem Malick das Leben des von den Nationalsozialisten als Kriegsdienstverweigerer hingerichteten Franz Jägerstätter schilderte, wurde bei den Filmfestspielen von Cannes 2019 uraufgeführt. Im Wettbewerb um die Goldene Palme ging der dreistündige Film zwar leer aus, wurde aber vom Großteil der Kritiker positiv und als Malicks bester Film seit Tree of Life besprochen. Er betonte, dass er im Gegensatz zu seinen vorherigen Filmen, die teilweise improvisiert waren, wieder stärker auf ein strukturiertes Drehbuch gesetzt habe.

### Privates
Malick ist seit 1998 in dritter Ehe mit Alexandra Wallace verheiratet und lebt in Austin (Texas).

## Filmografie (Auswahl)

### Regisseur
- 1969: Lanton Mills (Kurzfilm)
- 1973: Badlands – Zerschossene Träume (Badlands)
- 1978: In der Glut des Südens (Days of Heaven)
- 1998: Der schmale Grat (The Thin Red Line)
- 2005: The New World
- 2011: The Tree of Life
- 2012: To the Wonder
- 2015: Knight of Cups
- 2016: Voyage of Time
- 2017: Song to Song
- 2019: Ein verborgenes Leben (A Hidden Life)

### Produzent
- 1973: Badlands – Zerschossene Träume (Badlands)
- 1999: Endurance (Dokumentarfilm über Haile Gebrselassie)
- 2000: Verschollen im Packeis – Das Antarktis-Abenteuer des Sir Ernest Shackleton (The Endurance: Shackleton's Legendary Antarctic Expedition)
- 2000: Happy Times (Xingfu shiguang)
- 2004: Beautiful Country
- 2004: Undertow – Im Sog der Rache (Undertow)
- 2006: Amazing Grace

### Drehbuchautor
- 1969: Lanton Mills (Kurzfilm)
- 1971: Drive, He Said
- 1972: Zwei Haudegen auf Achse (Pocket Money)
- 1972: Deadhead Miles
- 1973: Badlands – Zerschossene Träume (Badlands)
- 1974: Gravy Train
- 1978: In der Glut des Südens (Days of Heaven)
- 1998: Der schmale Grat (The Thin Red Line)
- 2002: Der Kuss des Bären (Bear’s Kiss)
- 2005: The New World
- 2011: The Tree of Life
- 2012: To the Wonder
- 2019: Ein verborgenes Leben (A Hidden Life)

## Auszeichnungen
- 1974: Goldene Muschel des Festival Internacional de Cine de Donostia-San Sebastián für Badlands – Zerschossene Träume
- 1978: New York Film Critics Circle Award für In der Glut des Südens (Kategorie: Beste Regie)
- 1979: Regiepreis der Internationalen Filmfestspiele von Cannes für In der Glut des Südens
- 1979: National Society of Film Critics Award für In der Glut des Südens (Beste Regie)
- 1979: Golden-Globe-Nominierung für In der Glut des Südens (Beste Regie)
- 1979: David di Donatello für In der Glut des Südens (Bestes Drehbuch eines ausländischen Films)
- 1998: New York Film Critics Circle Award für Der schmale Grat (Beste Regie)
- 1998: Satellite Award für Der schmale Grat (Beste Regie)
- 1999: Goldener Bär der Internationalen Filmfestspiele Berlin für Der schmale Grat
- 1999: Chicago Film Critics Association Award für Der schmale Grat (Kategorie: Beste Regie)
- 1999: Nominierung für den Directors Guild of America Award für Der schmale Grat (Beste Regie)
- 1999: zwei Oscar-Nominierungen für Der schmale Grat (Kategorien: Beste Regie, bestes adaptiertes Drehbuch)
- 2000: Kinema-Jumpō-Preis für Der schmale Grat (Kategorie: Beste Regie eines ausländischen Films)
- 2000: Franklin J. Schaffner Award des American Film Institute
- 2008: Christopher Award für Amazing Grace
- 2011: Goldene Palme der Internationalen Filmfestspiele von Cannes für The Tree of Life
- 2011: Grand Prix de la FIPRESCI für The Tree of Life
- 2012: Oscar-Nominierung für The Tree of Life (Beste Regie)
- 2012: Mitglied der American Academy of Arts and Sciences